# Кеппенс, Раймон
Раймон Кеппенс (нидерл. Raymond Keppens; неизвестно — неизвестно) — бельгийский хоккеист на траве, полузащитник. Бронзовый призёр летних Олимпийских игр 1920 года.

## Биография
Раймон Кеппенс в 1920 году вошёл в состав сборной Бельгии по хоккею на траве на летних Олимпийских играх в Антверпене и завоевал бронзовую медаль. Играл в поле, провёл 1 матч, мячей не забивал.
Других данных о жизни нет.